# Угода про збереження кажанів в Європі
Угода щодо збереження європейських популяцій рукокрилих - це міжнародний договір, який зобов'язує його учасників зберігати рукокрилих на своїй території. Вона була укладена 1991 року в рамках Конвенції з збереження мігруючих видів диких тварин (CMS), також відомої як «Боннська Конвенція». На сьогоднішній день Угода включає 32 з 48 держав її області дії.

## Історія
Угода була укладена під назвою «Угода про збереження рукокрилих у Європі» у вересні 1991 року під час третьої Конференції Сторін Конференції зі збереження мігруючих видів ., Норвегія та Швеція).
У 2000 році Сторони угоди вирішили змінити її назву на нинішнє формулювання «Угода про збереження кажанів в Європі». У 2001 році Угода стала частиною Програми ООН з навколишнього середовища (ЮНЕП).

## Мета угоди
Основна мета Угоди - служити базою для збереження рукокрилих на всій території їхнього проживання в Європі. Відповідно до тексту Угоди, її учасники забороняють навмисний відлов, утримання в неволі та вбивство рукокрилих, за винятком потреб дослідницьких робіт, для яких необхідне отримання спеціального дозволу. Учасники угоди визначають територію для збереження рукокрилих, досліджують статус та тенденції розвитку популяцій рукокрилих та особливості їх міграцій. На основі результатів даних досліджень керівництво Угоди розробляє рекомендації та директиви, які потім проводяться учасниками Угоди на національному рівні.

## Структура Угоди

### Рада Сторін
Рада Сторін є найвищим законодавчим органом угоди та приймає Резолюції. Кожен учасник має один голос. Дія Угоди та організації з охорони рукокрилих, які не є учасниками держави, можуть брати участь у Раді як спостерігачі.
Рада Сторін проводиться кожні 3 або 4 роки у новому місті, останній відбувся у місті Любляна, Словенія у вересні 2006 року (станом на вересень 2007 року).

### Консультативний комітет
Консультативний Комітет є робочим органом Угоди. Він займається оцінкою даних та обговоренням наукових питань для визначення пріоритетів майбутньої роботи Угоди. Комітет вирішує такі питання, як міграції рукокрилих, забруднення та вплив вітряних турбін на популяції рукокрилих. Також Комітет складає Резолюції для подальшого обговорення на Раді Сторін. Консультаційний Комітет проводить зустрічі один раз на рік, остання, 14 зустріч відбулася у селі Тохні, Кіпр, 11-13 травня 2009 року (станом на березень 2010 року).

### Постійний Комітет
Постійний комітет є адміністративним органом Угоди. Він контролює витрати бюджету, роботу Секретаріату та інші адміністративні питання (наприклад, управління персоналом). Комітет був організований на п'ятій Раді Сторін восени 2006, щоб змінити спрямованість Консультаційного Комітету на наукові питання.
Постійний Комітет проводить зустрічі щорічно за необхідності на Кампусі ООН у місті Бонн, Німеччина. Перше засідання Комітету відбулося у березні 2007 року.
Секретаріат-це виконавчий орган Угоди. Він координує та організовує діяльність Ради Сторін, Консультаційного Комітету та Постійного Комітету, а також ініціює нові держави до вступу до Угоди та обміну інформацією. Також Секретаріат координує міжнародні дослідження та діяльність.
Ще одним завданням Секретаріату є підвищення суспільної думки. «Європейська Ніч Кажанів» розпочалася з ініціативи Секретаріату EUROBATS і зараз у ній беруть участь понад 30 країн.
Секретаріат був заснований на першій Раді Сторін у 1995 році та розпочав роботу у місті Бонні, Німеччина у 1996 році. З червня 2006 року він розташований у містечку ООН у колишній будівлі Парламенту Федеративної Республіки Німеччина.

## Область дії Угоди
Область дії Угоди включає континентальну Європу від Кавказу та Туреччини на сході до Середземноморського узбережжя на півдні. Вона включає Британські острови, Ірландію, Кіпр і Мальту і більшість островів, що належать Європейським державам (за винятком Мадейри, Канарських та Азорських островів).

## Учасники Угоди
Наступні 32 країни з 48 держав ареалу Угоди вже ратифікували його (станом на березень 2010 року, в алфавітному порядку, у дужках вказано дату ратифікації):
- Албанія (22 червня 2001)
- Бельгія (14 травня 2003)
- Болгарія (9 листопада 1999)
- Велика Британія (9 вересня 1992)
- Угорщина (22 червня 1994)
- Німеччина (18 жовтня 1993)
- Грузія (25 липня 2002)
- Данія (6 січня 1994)
- Ірландія (21 червня 1995)
- Італія (20 жовтня 2005)
- Латвія (1 серпня 2003)
- Литва (28 листопада 2001)
- Люксембург (29 жовтня 1993)
- Північна Македонія (15 вересня 1999)
- Мальта (2 березня 2001)
- Молдова (2 лютого 2001)
- Монако (23 липня 1999)
- Нідерланди (17 березня 1992)
- Норвегія (підписано: 3 лютого 1993)
- Польща (10 квітня 1996)
- Румунія (20 липня 2000)
- Сан-Марино (9 квітня 2009)
- Словаччина (9 липня 1998)
- Словенія (5 грудня 2003)
- Україна (30 вересня 1999)
- Фінляндія (20 вересня 1999)
- Франція (7 липня 1995)
- Хорватія (8 серпня 2000)
- Чехія (24 лютого 1994)
- Швеція (підписано: 4 березня 1992)
- Естонія (11 листопада 2004)